# Víceúrovňová buňka
Víceúrovňová buňka (MLC, anglicky multi-level cell) je v elektronice paměťový prvek schopný ukládat více než jeden bit informace, ve srovnání s jednoúrovňovou buňkou (SLC), která může uložit pouze jeden bit v paměťovém prvku. Trojúrovňové buňky (TLC) a čtyřúrovňové buňky (QLC) jsou verzí MLC paměti, která může ukládat v buňce 3 a 4 bity. Na základě konvence, označení „víceúrovňová buňka" , bývá často přirovnáváno k „dvojúrovňové buňce", což je mírně zavádějící.
Hierarchie pamětí je setříděna následovně:
1. SLC (1 bit v buňce) – nejrychlejší, nejvyšší cena
2. MLC (2 bity v buňce)
3. TLC (3 bity v buňce)
4. QLC (4 bity v buňce) – nejpomalejší, nejlevnější

MLC NAND flash je technologie flash paměti používající více úrovní pro každou buňku, která umožňuje uložení více bitů za použití stejného počtu tranzistorů. V jednoúrovňové buňce (SLC – single-level cell) NAND flash technologie může každá buňka existovat v jednom ze dvou stavů ukládající jeden informační bit v každé buňce. Většina MLC NAND flash pamětí má čtyři možné stavy na buňku, takže může uchovávat dva bity informace v každé buňce. Víceúrovňové buňky, které jsou navrženy pro nízkou míru výskytu chyb jsou někdy označovány jako enterprise MLC (eMLC).

## Jednoúrovňová buňka
Flash paměť ukládá data v jednotlivých paměťových buňkách, které jsou tvořeny tzv. floating-gate tranzistory. Obvykle měla každá buňka dva možné stavy, takže jeden bit data byl uložen v každé buňce v tzv. jednoúrovňových buňkách, neboli SLC flash paměti. SLC paměť má výhodu v rychlejším zapisování, nižší spotřebě výkonu a vyšší odolnosti buněk. Na základě toho, že SLC paměť ukládá méně dat v buňce, je i náročnější na výrobu v průměru za jeden megabyte. Díky rychlejší přenosové rychlosti a očekávané delší životnosti, se SLC flash technologie podle některých zdrojů využívá ve vysoce výkonných paměťových kartách. V únoru 2016 byla publikována studie, která prokázala mírný rozdíl v praxi mezi spolehlivostí SLC a MLC paměťmi.

## Víceúrovňová buňka
Hlavním benefitem MLC flash paměti je nižší pořizovací cena za jednotku úložného prostoru díky větší hustotě dat, ale oproti tomu software čtecí paměť může tuto výhodu vyvažovat větší chybovostí bitů, tzv. Bit Error Rate. Vyšší chybovost si vyžaduje kód na detekci chyb (ECC), který může opravit mnoho bitových chyb; například SandForce SF-2500 Flash Controller umí opravit až 55 bitů v 512 byte sektoru s výskytem nezotavitelné chyby po {\textstyle 10^{17}} přečtených bitů v jednom sektoru. Nejčastěji běžně používaným algoritmem je Bose-Chaudhuri-Hocquenghem (BCH kód). Další stinnou stránkou MLC NAND jsou nižší rychlosti zapisování, méně cyklů pro mazání programů a vyšší spotřebu výkonu v porovnání s SLC flash pamětí.
Několik paměťových zařízení jde opačným směrem a využívá dvě buňky za bit, aby ještě snížili chybovost bitů. Koprocesor Intel 8087 využívá technologii dvou bitů v každé buňce a v roce 1980 byl jedním z prvních zařízeních na trhu, který používal víceúrovňové ROM buňky. Některé SSD používají část MLC NAND die, jako by byla jednobitová SLC NAND, což zvyšuje rychlost zapisování.

## Trojúrovňová buňka
Samsung ohlásil typ NAND Flash, který ukládá tři bity informací za každou buňku, celkem s osmi stavy napětí. To je nejčastěji přirovnáváno k trojúrovňové buňce (TLC), poprvé k vidění u 840 Series SSD. Samsung označuje tuto technologii jako 3bit MLC.

## Čtyřúrovňová buňka
SanDisk X4 flash paměťové karty jsou založené na NAND paměti, která ukládá čtyři bity v buňce, využívající 16 samostatných úrovní nabíjení v každém tranzistoru. Negativní aspekty TLC jsou zesíleny, ovšem QLC benefituje z vyšší hustoty uložení a nižší výrobní ceny.